# Хохловатое (озеро, Казахстан)
Хохловатое (каз. Хохловатое) — озеро в Узункольском районе Костанайской области Казахстана. Находится в 17 км к юго-востоку от села Пресногорьковка и 2,5 км к югу от села Пилкино.
По данным топографической съёмки 1959 года, площадь поверхности озера составляет 2 км². Наибольшая длина озера — 2,2 км, наибольшая ширина — 1,7 км. Длина береговой линии составляет 7,4 км, развитие береговой линии — 1,44. Озеро расположено на высоте 156 м над уровнем моря.
Озеро доступно по автотрассе А-21.